# ミルフォード (デラウェア州)
ミルフォード（英: Milford）は、アメリカ合衆国デラウェア州のケント郡とサセックス郡に跨る都市。人口は1万1190人（2020年） 。人口ではデラウェア州内第6位である。
ミルフォードのケント郡に入る部分は、ドーバー都市圏に入っている。またさらに広く4州にまたがるフィラデルフィア・レディング・カムデン広域都市圏にも含まれている。一方、サセックス郡に入っている部分はソールズベリー都市圏に入っている。

## 地理

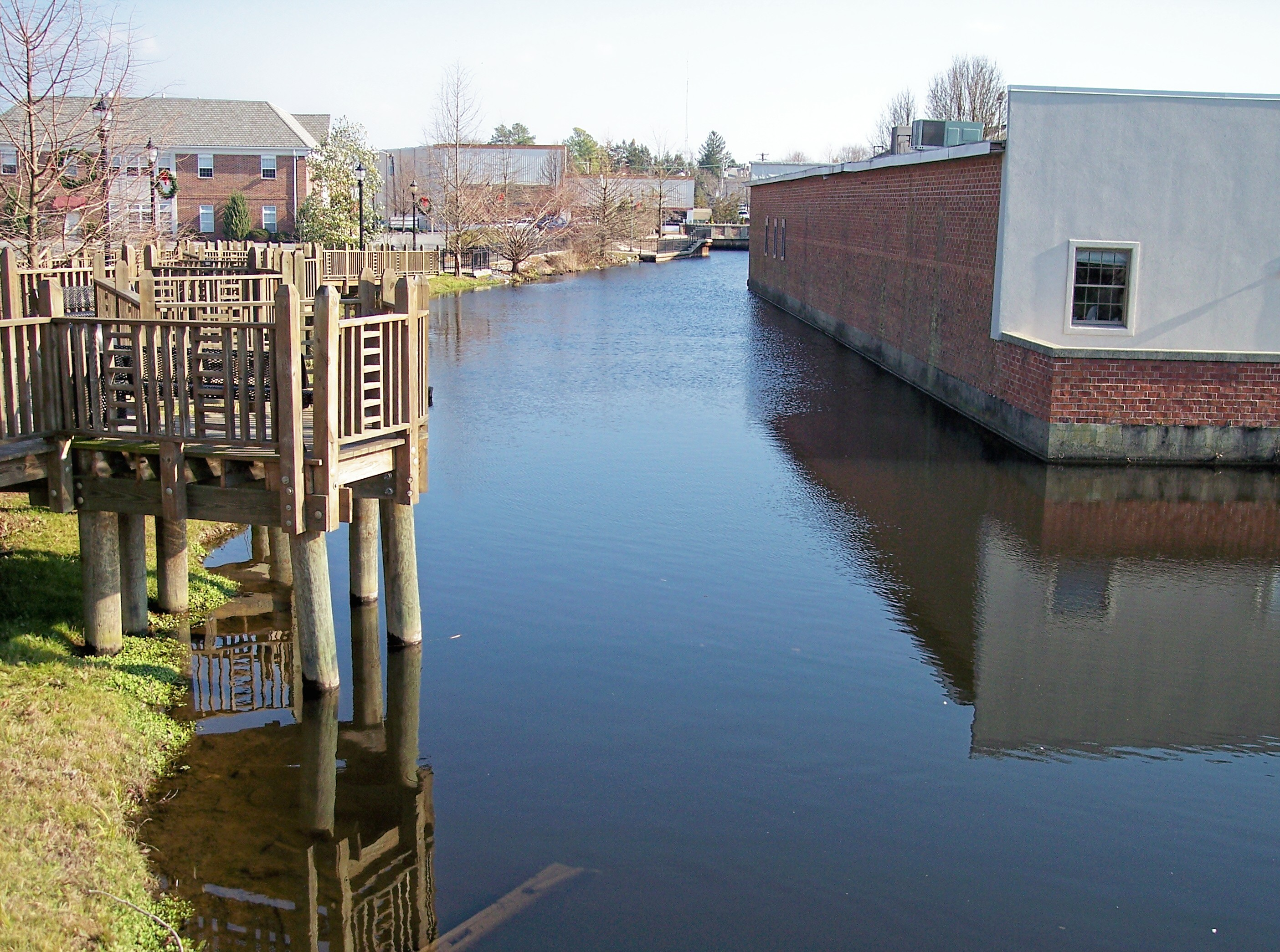
ミルフォードのミスピリオン川に並行する歩行者板道

ミルフォード市は北緯38度54分46秒 西経75度25分46秒 / 北緯38.91278度 西経75.42944度 (38.912840, -75.429327)に位置している。ミスピリオン川に沿っている。
アメリカ合衆国国勢調査局に拠れば、領域全面積は5.6平方マイル (15 km2) であり、このうち陸地5.6平方マイル (15 km2)、水域は0.1平方マイル (0.26 km2)で水域率は1.07%である。

## 歴史

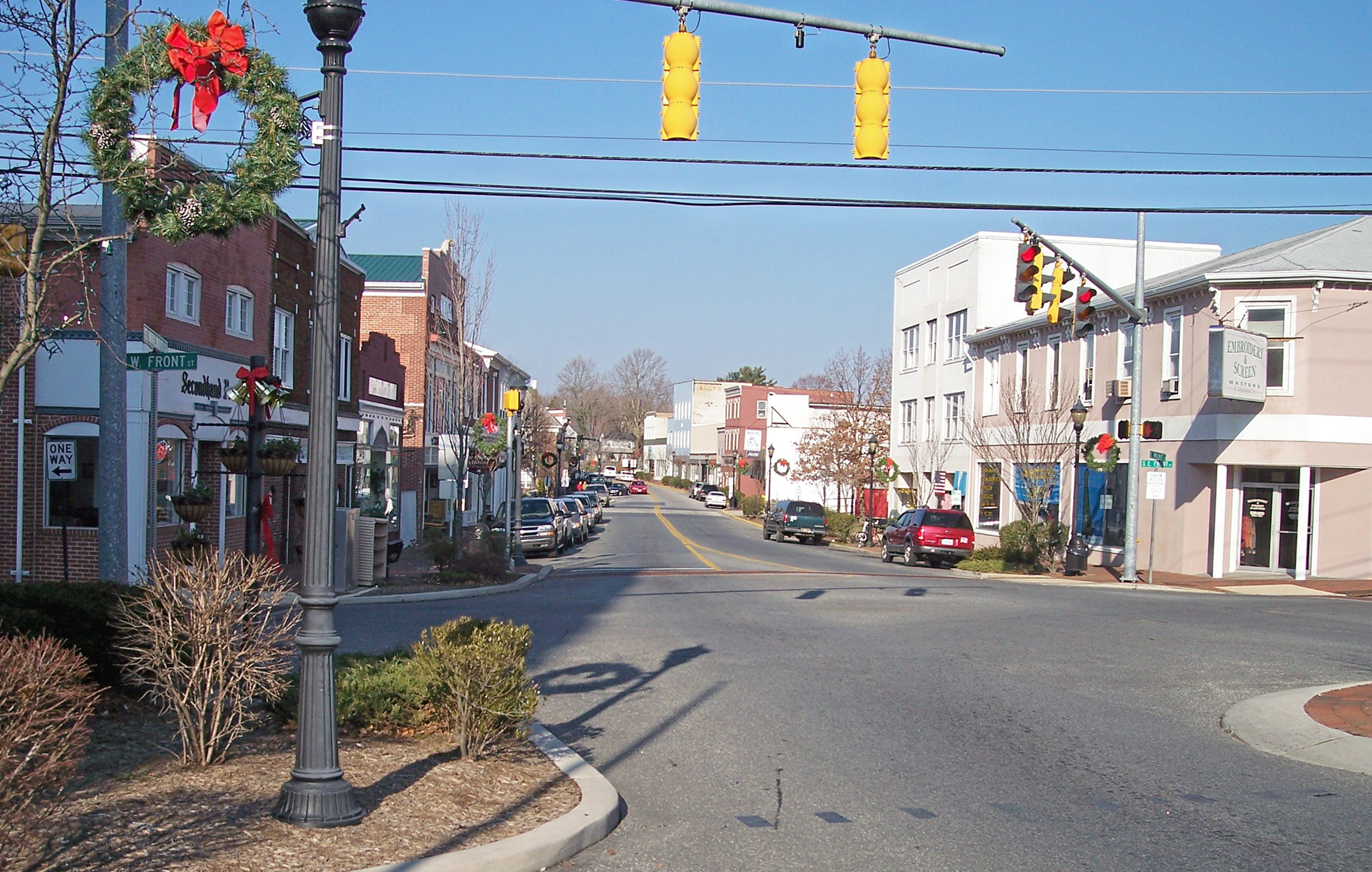
ミルフォード・ダウンタウン（2006年）

ミルフォードのケント郡に入っている部分は、1680年にヘンリー・ボウワンがソーミル・レンジと呼ばれた場所に入植したのが最初だった。その1世紀後、サイデナム・ソーン牧師がその製粉所と製材所の動力を得るために、ミスピリオン川にダムを建設した。これと同じ頃、ジョセフ・オリバーが、そのプランテーションの一部に近い所に、最初の町の通りと区画を引いた。間もなく、フロント通り沿いに多くの家屋や企業が出現した。ミルフォードは1807年2月5日に法人化された。
1770年代、ミスピリオン川沿いでは既に造船業が繁栄していた。造船業は第一次世界大戦の頃までミルフォードの主要産業であり続け、町に相当の繁栄をもたらした。1917年、4本マスト、船長174フィート (53 m) のアルバート・F・ポールがウィリアム・G・アボットの造船所から進水したときが頂点だった。ある時点では中心街で6つの造船所が操業していた。1920年代、地域では最後の巨大なホワイトオークの木が切り倒されたときから直ぐに、造船業は衰退の道を歩んだ。ただし、ミスピリオン川の船舶はその後の長く航行を続けた。アルバート・F・ポールは1942年にバハマから航行しているとき、ドイツの魚雷で沈められた。ビニヤード造船所は第一次と第二次の双方の世界大戦で利用され、駆逐艦を建造した。
20世紀の大半、ミルフォードは主にデラウェア州南部の大きな農業社会の多くにとって、商業中心として機能していた。
デラウェア州知事（2015年時点で73人）のうち7人がミルフォードの出身である。ダニエル・ロジャーズ（在任1797年-1799年）、ジョセフ・ハスレット（1811年-1814年）、ウィリアム・サープ（1847年-1851年）、ピーター・F・コージー（1855年-1859年）、ウィリアム・バートン（1859年-1863年）、ウィリアム・T・ワトソン（1895年-1897年）、ルース・アン・ミナー（2001年-2009年）である。
アボットの製粉所、バンク邸、カーライル邸、クライスト・チャーチ、ドーソン博士邸、ドレイパー邸、エッグリントン・ホール、ゴールデン・マイン、グリーア邸、ピーター・ロフランド邸、ジェイムズ・マッコロイ邸、ミルフォード・ニューセンチュリー・クラブ、ミルフォード鉄道駅、ミルフォード造船地域歴史地区、ミル邸、ミスピリオン灯台と信号灯、ノースミルフォード歴史地区、旧消防署、パーソン・ソーン邸宅、サウスミルフォード歴史地区、ウォルナット農園、ウィリアム・T・ワトソン知事邸宅、J・H・ウィルカーソンと息子のレンガ工場が全て、アメリカ合衆国国家歴史登録財に指定されている。

## ミルフォード中心街の火事
2003年5月30日午後3時ごろ、ミルフォードの歴史ある中心街を通るウォルナット通り、ウィリー金物と器具の店に隣接するアパートの2階から出火した。デラウェア州のミルフォード、エレンデール、ハリントン、フェルトン、ドーバー、スミルナ、ハウストン、フレデリカ、スロータービーチ、ボウワーズビーチ、グリーンウッド、サウスボウワーズ、ファーミントン、マグノリア、チェスウォルド、ルイス、ジョージタウン、ブリッジビル、さらにメリーランド州のグリーンズボロとフォールズボロから200人以上の消防士が、消火にあたったが、7つの企業、1つの教会、3つのアパートを焼き、町の歴史地区にある1ブロック全体を破壊した。この火事で死者は出なかったが、市民1人と消防士6人が負傷した。

## 人口動態

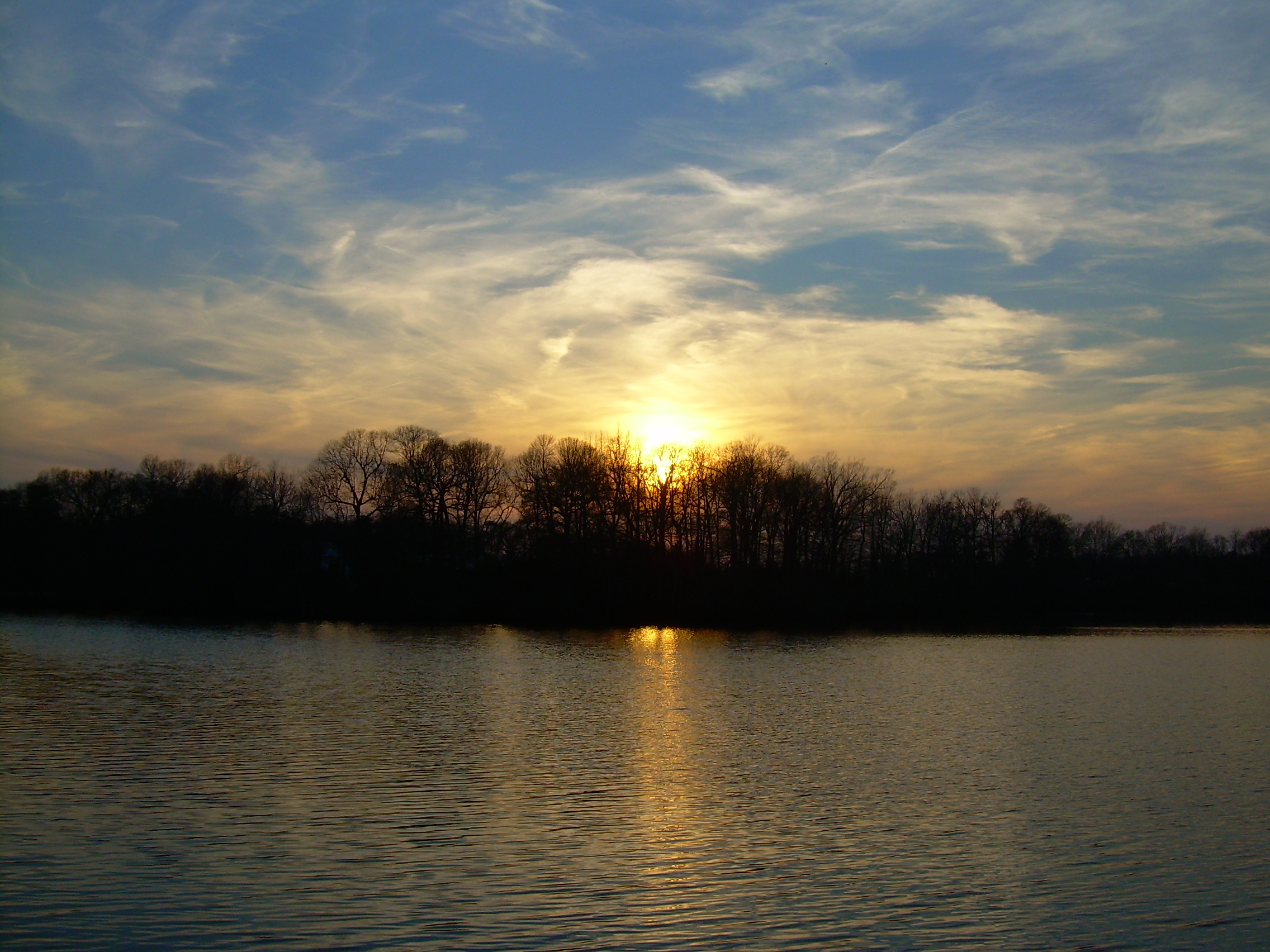
ブレアズ池の夕日

以下は2000年国勢調査による人口統計データである。
| 基礎データ - 人口: 6,732 人 - 世帯数: 2,665 世帯 - 家族数: 1,700 家族 - 人口密度: 467.5人/km2（1,210.2 人/mi2） - 住居数: 2,897 軒 - 住居密度: 201.2軒/km2（520.8 軒/mi2） 人種別人口構成 - 白人: 67.97% - アフリカン・アメリカン: 23.26% - ネイティブ・アメリカン: 0.34% - アジア人: 1.04% - 太平洋諸島系: 0.16% - その他の人種: 4.25% - 混血: 2.97% - ヒスパニック・ラテン系: 8.82% 年齢別人口構成 - 18歳未満: 27.2% - 18-24歳: 9.5% - 25-44歳: 27.3% - 45-64歳: 18.3% - 65歳以上: 17.7% - 年齢の中央値: 35歳 - 性比（女性100人あたり男性の人口） - 総人口: 86.6 - 18歳以上: 80.1 | 世帯と家族（対世帯数） - 18歳未満の子供がいる: 32.6% - 結婚・同居している夫婦: 42.6% - 未婚・離婚・死別女性が世帯主: 16.8% - 非家族世帯: 36.2% - 単身世帯: 31.2% - 65歳以上の老人1人暮らし: 15.5% - 平均構成人数 - 世帯: 2.44人 - 家族: 3.03人 収入と家計 - 収入の中央値 - 世帯: 32,525米ドル - 家族: 40,333米ドル - 性別 - 男性: 29,271米ドル - 女性: 23,164米ドル - 人口1人あたり収入: 16,181米ドル - 貧困線以下 - 対人口: 14.4% - 対家族数: 10.4% - 18歳未満: 21.1% - 65歳以上: 12.6% |

## 教育
ミルフォードの公共教育はミルフォード教育学区が管轄している。

## 犯罪
ミルフォード市は、強姦、暴行、夜盗といった犯罪の特定分類では全国平均より高い犯罪率となっている。その他の分類は平均以下だった。
|            | ミルフォード | 全国平均 |
| ---------- | ------------ | -------- |
| 殺人       | 0.0          | 6.9      |
| 強姦       | 97.22        | 32.2     |
| 強盗       | 166.7        | 195.4    |
| 悪質な暴行 | 1333.3       | 340.1    |
| 窃盗       | 1027.8       | 814.5    |
| 夜盗       | 5500.0       | 2734.7   |
| 自動車泥棒 | 291.7        | 526.5    |

犯罪率 = （犯罪件数/人口）ｘ 100,000

## 著名な出身者
- ロバート・クラム、漫画家、ミルフォードに数年間住み、その高校に通った